# George L. Engel
George Libman Engel (Nueva York, 10 de diciembre de 1913 - Rochester (Nueva York), 26 de noviembre de 1999) fue un médico internista y psiquiatra estadounidense. Pasó la mayor parte de su carrera en el Centro Médico de la Universidad de Rochester. 
Es conocido por la formulación del modelo biopsicosocial, un enfoque participativo de salud y enfermedad que postula que el factor biológico, el psicológico, los factores sociales y factores culturales, desempeñan un papel significativo de la actividad humana en el contexto de una enfermedad o discapacidad. Este concepto es particularmente importante en psicología de la salud.

## Biografía

### Infancia y juventud
Engel nació en Nueva York en 1913. Completó su licenciatura en química en el Dartmouth College en 1934. En el mismo año, ingresó en la Escuela de Medicina de la Universidad Johns Hopkins en Baltimore para estudiar medicina y recibió su título en 1938.

### Carrera académica
Después de completar su carrera universitaria de medicina trabajó en el Hospital Monte Sinaí en la ciudad de Nueva York. Engel en ese momento se mostraba escéptico con el psicoanálisis y la medicina psicosomática ya que estaba inclinado a explicaciones puramente biológicas de los procesos de enfermedad.
Obtuvo una beca de investigación en la Escuela de Medicina de Harvard y asistió al posgrado en medicina en el Hospital Brigham and Women's en 1941 bajo la supervisión del médico Soma Weiss, quien en ese momento se estaba interesando en la psicosomática, conociendo ahí al psiquiatra John Romano. Junto con Weiss y Romano, hicieron un estudio de pacientes con delirios. En 1942, Romano fue nombrado presidente del departamento de psiquiatría de la Universidad de Cincinnati. Romano invitó a Engel a unirse a la facultad de Cincinnati y en este punto se "convierte" a la escuela psicosomática.

#### Universidad de Rochester
Engel se unió a John Romano para establecer un departamento de psiquiatría nuevo en la Facultad de Medicina y Odontología del Centro Médico de la Universidad de Rochester en 1946. Debido a que Engel estaba entre los departamentos de psiquiatría y medicina estableció un servicio de enlace médico-psiquiátrico integrado en gran parte por internistas y se involucró profundamente en la incorporación de la formación psiquiátrica en el plan de estudios de la facultad de medicina. También comenzó su propia formación en psicoanálisis.
En 1953, comenzó a colaborar con Franz Reichsman en el "proyecto Monica", un estudio que se extendió desde la infancia de una niña hasta la edad adulta. A mediados de la década de 1950, Engel era considerado una de las principales figuras de los estudios psicosomáticos siendo una persona destacada en la Sociedad Psicosomática Estadounidense. Editó la revista, Psychosomatic Medicine y comenzó a publicar artículos sobre la relación emoción-enfermedad y sobre la incorporación de estas ideas en la formación médica y la práctica clínica. Bajo su dirección, la Universidad de Rochester se convirtió en un centro líder en el desarrollo de la teoría y formación psicosomáticas. Sus ideas cristalizaron en el denominado modelo biopsicosocial.

### Última etapa
En sus últimos años, Engel fue objeto de reconocimiento por sus estudiantes y los médicos que trabajaron con él. Murió repentinamente de insuficiencia cardíaca en 1999.

## Premios y honores
Engel recibió premios y honores del Colegio Estadounidense de Médicos y la Asociación Estadounidense de Psiquiatría.

## Publicaciones
- Engel, George L. y RW Gerard. "El metabolismo del fósforo de los nervios de los invertebrados", The Journal of Biological Chemistry 112 (1935): 379-392.
- Gurvich, Aleksandr Gavrilovich y George L. Engel. Análisis Mitogenético de la Excitación del Sistema Nervioso . Ámsterdam: Nv Noord-Hollandsche Uitgeversmaatschappij, 1937.
- Romano, J. y George L. Engel. "Reacciones sincopales durante la exposición simulada a gran altitud en la cámara de descompresión", War Medicine (1943): 475-489.
- Engel, George L. y J. Romano. Escotomas, visión borrosa y dolor de cabeza como complicaciones de la enfermedad por descompresión . Washington, 1943.
- Engel, George L. y J. Romano. "Un síndrome similar a la migraña que complica la enfermedad por descompresión: observaciones clínicas y electroencefalográficas", Transactions of the American Neurological Association (1944): 60-64.
- Engel, George L. y J. Romano. Un síndrome similar a la migraña que complica la enfermedad por descompresión: escotomas centelleantes, signos neurológicos focales y dolor de cabeza: observaciones clínicas y electroencefalográficas. Medicina de guerra (1944): 304-314.
- Romano, J. y George L. Engel. Problemas de fatiga ilustrados por experiencias en la cámara de descompresión”, War Medicine (1944): 102-105.
- Engel, George L. Desmayos: Consideraciones fisiológicas y psicológicas . Springfield, Illinois: CC Thomas, 1950.
- Engel, George L. Desmayos . Springfield, Illinois: Thomas, 1962.
- Engel, George L. Desarrollo Psicológico en Salud y Enfermedad . Filadelfia, Saunders, 1962.
- Morgan, William L. y George L. Engel. El abordaje clínico del paciente . Filadelfia, Saunders, 1969.
- Engel, George L. y William L. Morgan. Entrevistando al Paciente . Londres, Filadelfia, Saunders, 1973.
- Engel, George L. "La necesidad de un nuevo modelo médico: un desafío para la biomedicina". Revista Science.1977.196(3):129-136.